# Pukar (1983)
Pukar (Urdu: پُکر, Hindi: पुकर) ist ein Hindi-Film von Ramesh Behl aus dem Jahr 1983 mit Amitabh Bachchan und Zeenat Aman in den Hauptrollen.

## Handlung
Purandare, Narvekar und Dinanath sind drei Revoluzzer, die die Unabhängigkeit Goas erlangen wollen. Obwohl Indien seit 1947 unabhängig von Großbritannien ist, unterliegt Goa den Portugiesen. Als die Polizei hinter Dinanath her ist, flieht er gemeinsam mit seinem Sohn Ramdas und Purandare. Dinanath wird jedoch von Purandare erschossen. Und bald ändert Ramdas seinen Namen in Ronnie und freundet sich mit Julie an.
Als Ronnie nun erwachsen ist, wird er zu einem Polizeibeamten. Eines Tages wird der Hauptkommissar umgebracht und Ronnie versucht mit seinen Kollegen den Mörder Shekhar zu fassen. Es gelingt ihnen und Shekhar wird vor Gericht zum Tode verurteilt. Dabei begreift Ronnie, dass die Bürger auf der Seite der Revolutionäre stehen. Als Ronnie dann auch erfährt, dass sein Vater für die Unabhängigkeit gekämpft hatte, merkt er, dass er für die falsche Seite ermittelt. Somit freundet er sich mit Shekhar an und beide triumphieren am Ende.

## Musik
| Songtitel               | Sänger/in                                |
| ----------------------- | ---------------------------------------- |
| Bachke Rehna Re Baba    | R. D. Burman, Kishore Kumar, Asha Bhosle |
| Samundar Mein Naha Ke   | R. D. Burman                             |
| Jaane Jigar             | R. D. Burman, Kishore Kumar              |
| Tu Maike Mat Jaiyo      | Amitabh Bachchan, R. D. Burman           |
| Marenge Ya Mit Jaayenge | R. D. Burman, Asha Bhosle                |
| Tu Mere Liye            | Asha Bhosle                              |